# Trinity (My Dying Bride)
Trinity è una raccolta realizzata della Doom metal band inglese My Dying Bride. L'album contiene tutta una serie di tracce inserite in alcuni EP realizzati dopo il 1992. La versione per il mercato statunitense è stata prodotta con una differente copertina. Nel 2004 l'album è stato riedito con l'aggiunta di 2 bonus track.

## Tracce
1. "Symphonaire Infernus Et Spera Empyrium"  – 11:38
2. "God Is Alone"  – 4:50
3. "De Sade Soliloquay"  – 3:42
4. "The Thrash of Naked Limbs"  – 6:11
5. "Le Cerf Malade"  – 6:28
6. "Gather Me up Forever"  – 5:18
7. "I Am the Bloody Earth"  – 6:36
8. "The Sexuality of Bereavement"  – 8:04
9. "The Crown of Sympathy" (Remix)  – 11:10
10. "Vast Choirs [solo nell'edizione limitata]"  – 7:37
11. "Catching Feathers [solo nell'edizione limitata]"  – 3:44

## Formazione
- Aaron Stainthorpe - voce
- Andrew Craighan - chitarra
- Calvin Robertshaw - chitarra
- Adrian Jackson - basso
- Martin Powell - violino, tastiere
- Rick Miah - batteria